# Napoleone Colajanni (1847)
Napoleone Colajanni (Castrogiovanni, 28 aprile 1847 – Castrogiovanni, 2 settembre 1921) è stato un politico e saggista italiano.

## Biografia
Attratto in giovane età dalle attività di Giuseppe Garibaldi, nel 1860 tentò invano di raggiungerlo durante i moti di Palermo, sfuggendo ai genitori. Due anni dopo, nel 1862, l'attrazione delle idee garibaldine si manifestò nuovamente, al passaggio di Garibaldi da Castrogiovanni (l'odierna Enna): per Colajanni fu questa l'occasione per arruolarsi quindicenne coi garibaldini, con i quali raggiunse l'Aspromonte, dove fu fatto prigioniero dalle truppe governative e deportato alla Palmaria.
Nel 1866, tornato libero, si arruolò nei carabinieri genovesi, prendendo parte nella terza guerra d'indipendenza agli scontri di Lodrone, Condino e Bezzecca, e poi, l'anno successivo, riprese a lottare al fianco di Garibaldi nella campagna dell'Agro Romano, ottenendo una medaglia d'argento al Valor Militare.
Due anni dopo, il 26 febbraio 1869, fu arrestato a Napoli per aver preso parte da studente di Medicina a una cospirazione repubblicana. Restò in carcere fino al 20 novembre quando fu libero in seguito all'amnistia emanata in occasione della nascita dell'erede al trono Vittorio Emanuele III.
Dopo aver conseguito la laurea in Medicina partì per l'America del Sud, prima di tornare in Italia per dedicarsi allo studio della sociologia e continuare la sua attività politica, già iniziata nel 1872 con l'elezione a consigliere comunale a Castrogiovanni e proseguita nel 1882 come consigliere provinciale. Nel 1890 fu eletto per la prima volta deputato alla Camera del Regno, ma continuò la carriera accademica, diventando professore di Statistica all'università di Palermo nel 1892. Dopo avere svolto un ruolo da leader di fatto dei repubblicani in Parlamento, muovendosi da promotore di iniziative parlamentari come l'inchiesta sull'Eritrea (1891) e la denuncia dello scandalo della Banca Romana (1892), nei primi anni del decennio fu leader dei Fasci dei lavoratori siciliani, rompendo duramente con Francesco Crispi nel 1894 per lo stato d'assedio in Sicilia. Nel suo celebre pamphlet Nel regno della Mafia (1900) denunciò le connivenze tra mafia, politica ed autorità statali in relazione al clamoroso omicidio del marchese Emanuele Notarbartolo (1893). 

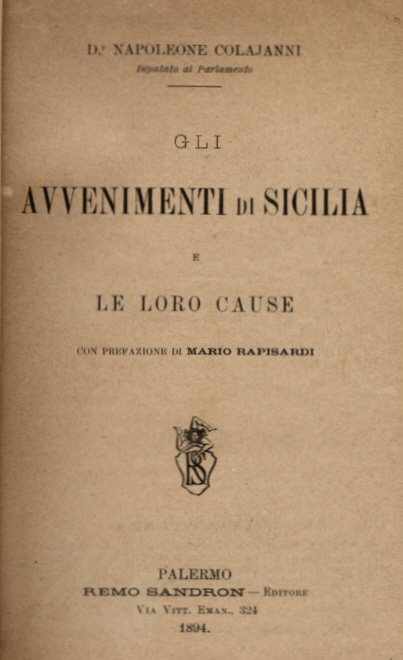
ed. Remo Sandron 1895, con prefazione di Mario Rapisardi.

Il 12 aprile 1895 prese parte da promotore al congresso fondativo del Partito Repubblicano Italiano, del quale Giuseppe Gaudenzi fu eletto primo segretario politico.
Fu sempre rieletto alla Camera, per dieci legislature, fino alla morte.
Allo scoppio della prima guerra mondiale, nonostante le sue idee antimilitariste, fu un fervido sostenitore dello schieramento interventista, prima di condurre una vigorosa campagna contro l'Avanti, organo del Partito Socialista Italiano appena sottratto alla direzione di Benito Mussolini, e di criticare apertamente le simpatie bolsceviche di parte del PSI.
Rappresentò a lungo la tipica espressione di un sogno unitario fatto di eroico volontarismo e più tardi, come testimonia un intervento in occasione delle celebrazioni del 1911 per il cinquantenario dell'Unità d'Italia, la consapevolezza che un grande cammino unificante fosse stato compiuto.
Il 4 settembre 1921, due giorni dopo la sua morte, La Voce Repubblicana lo ricordò con questo necrologio:
(La Voce Repubblicana, 4 settembre 1921)
Il nipote omonimo fu parlamentare della Repubblica con il PCI, mentre il pronipote Pompeo Colajanni fu comandante partigiano in Piemonte  e, anch'egli esponente del PCI, sottosegretario nei governi Parri e De Gasperi.
Il suo corpo è inumato ad Enna, presso il Cimitero Comunale.
Ad Enna gli sono intitolati il Liceo Classico (intitolazione avvenuta quando il Colajanni era ancora in vita) ed una delle piazze principali della città sormontata da una statua in suo onore. Ogni anno, la sua città lo celebra con eventi culturali e commemorazioni.

## Opere
- La libertà e la questione sociale, 1879
- La repubblica e le guerre civili, 1882
- La delinquenza nella Sicilia e le sue cause, 1885
- Sociologia criminale, 1889
- La politica coloniale, 1891
- Banche e Parlamento, 1893
- Gli avvenimenti di Sicilia e le loro cause, 1894
- Le istituzioni municipali
- Un sociologo pessimista: Gumplowiz
- L'alcolismo sue conseguenze morali e sue cause
- Oscillations thermometriques et delits contre les personnes
- Di alcuni studi recenti sulla proprietà collettiva
- Corruzione politica
- Ire e spropositi di Cesare Lombroso
- La difesa nazionale e le economie militari
- L’Italia nel 1898, 1898
- In Sicilia
- Nel Regno della Mafia, dai Borboni ai Sabaudi, Rivista Popolare, Roma, 1900
- Razze inferiori e razze superiori o Latini e Anglo-Sassoni, 1903
- È necessaria la pena di morte per la difesa sociale?, 1910
- Settentrionali e meridionali, Milano, M&B Publishing, 2000